# سرايجق (جرجر)
سرايجق (بالكردية: Masronî‏) (بالتركية: Saraycık)‏ هي قرية كرديّة تتبع إداريّاً لمديرية جرجر في محافظة أديامان التركية، بلغ عدد سكانها 150 نسمة في عام 2021.